# Gabinete da Casa Branca

Logotipo da Casa Branca.

O Gabinete da Casa Branca é uma entidade na hierarquia do Gabinete Executivo do Presidente dos Estados Unidos encarregada de prestar assessoria ao Presidente dos Estados Unidos na elaboração de políticas e acompanhamento de resultados no governo. Os membros do Gabinete respondem diretamente ao Presidente, que tem liberdade para formatar a estrutura do órgão.
O Escritório é encabeçado pelo Chefe de Gabinete da Casa Branca, que também comanda o Gabinete Executivo. Os membros do Gabinete trabalham na Ala Oeste e na Ala Leste da Casa Branca, além de ocupar escritórios no Prédio Eisenhower do Gabinete Executivo e no Novo Prédio do Gabinete Executivo.